# Спурій Навцій Рутіл (консул 411 року до н. е.)
Спу́рій На́вцій Руті́л (лат. Spurius Nautius Rutilus; V століття до н. е.) — політик, державний і військовий діяч Римської республіки, консул 411 року до н. е., триразовий військовий трибун з консульською владою (консулярний трибун) 419, 416 і 404 років до н. е.

## Біографічні відомості
Походив з патриціанського роду Навціїв. Син Спурія Навція Рутіл. військового трибуна з консульською владою 424 року до н.е. Про молоді роки його згадок у джерелах немає.

### Перша трибунська каденція
419 року до н. е. його було вперше обрано військовим трибуном з консульською владою разом з Агріппою Мененієм Ланатом і Публієм Лукрецієм Триципітіном. У Римі запобігли серйозному повстанню рабів, за його видачу преміювали двох інформаторів, надавши їм по 10 тисяч ассів. Того року проводили військові дії проти еквів.

### Друга трибунська каденція
416 року до н. е. його було вдруге обрано військовим трибуном з консульською владою, цього разу разом з Авлом Семпронієм Атратіном, Марком Папірієм Мугілланом і Квінтом Фабієм Вібуланом Амбустом. Завдяки впливу останнього припинилися чвари між військовими трибунами. Також було підтверджено мир із сусідами. Також військові трибуни при підтримці частини народних трибунів перешкодили прийняттю аграрного закону, запропонованого народними трибунами Салоніном Мецілієм і Марком Метілієм.

### Консульський термін
411 року до н. е. його було обрано консулом разом з Марком Папірієм Мугілланом. Консули були змушені боротися з наслідками потужного мору, в результаті якого Рим значною мірою знелюднив. До цього додалася нестача хліба. Тому вони доклали серйозних зусиль для забезпечення громадян харчами.

### Третя трибунська каденція
404 року до н. е. його було втретє обрано військовим трибуном з консульською владою, цього разу разом з Гнеєм Корнелієм Коссом, Гаєм Валерієм Потітом Волузом, Цезоном Фабієм Амбустом, Публієм Корнелієм Малугіненом і Манієм Сергієм Фіденатом. Того року римське військо розбило армію вольсків, взяло місто Артена.